# Kaboum
Ne doit pas être confondu avec Kaboom, le film américain de Gregg Araki sorti en 2010.
Vous pouvez aider à l'améliorer ou bien discuter des problèmes sur sa page de discussion.
- Il ne cite pas suffisamment ses sources. Vous pouvez indiquer les passages à sourcer avec {{référence nécessaire}} ou {{Référence souhaitée}}, et inclure les références utiles en les liant aux notes de bas de page. (Marqué depuis avril 2024)
- Il contient une ou plusieurs listes. Le texte gagnerait à être rédigé sous la forme d’un ou plusieurs paragraphes synthétiques, afin d’être plus agréable à lire. (Marqué depuis juillet 2025)
- Son texte doit être wikifié : il ne correspond pas à la mise en forme Wikipédia (style, typographie, liens internes, liens entre les wikis, etc.). (Marqué depuis juillet 2025)

- Archive Wikiwix
- Bing
- Cairn
- DuckDuckGo
- E. Universalis
- Gallica
- Google
- G. Books
- G. News
- G. Scholar
- Persée
- Qwant
- (zh) Baidu
- (ru) Yandex
- (wd) trouver des œuvres sur Wikidata

Kaboum est une série télévisée jeunesse québécoise en 300 épisodes de 23 minutes imaginée par Zoomba et développée par Nathalie Champagne et Marie-Ève Pelletier, produite par Pixcom et diffusée entre le 8 janvier 2007 et le 3 avril 2012 sur Télé-Québec.
Aux éditions La Courte Échelle, Emmanuel Aquin a publié des livres de Kaboum.

## Synopsis
Citation|Il y a très très longtemps, une Météorite a frappé la Terre, s'écrasant dans un village et creusant un grand cratère dans lequel apparut une eau plutôt magique. Des hommes en burent… Parmi ceux-là, certains virent leurs qualités se transformer en talents puis en super pouvoirs, tandis que d'autres, au contraire, devinrent plus méchants. Ils développèrent eux aussi des pouvoirs, mais les leurs ne servaient qu'à faire le mal. Ainsi naquirent les Karmadors, au bon cœur, et les Krashmals, pourris jusqu'à la moelle. Depuis ce jour, les Karmadors protègent l'eau de Kaboum, et les Krashmals cherchent à s'en emparer.
Un jeune garçon prénommé Paul doit habiter quelques mois à l'épicerie de sa tante Esther, puisque son père s'est envolé au Brésil pour sauver des animaux en danger et que sa mère est décédée. Paul y fait la connaissance de Clara, une jeune fille de son âge plutôt casse-cou. Il rencontre aussi Éloi, le petit-fils du boucher de l'épicerie, Fernand, qui croit que les Karmadors et les Krashmals n'existent pas. Tous trois deviendront de bons amis. Puis, il fait la connaissance de Natasha, une fille dotée d'une oreille bionique et qui est capable de produire un cri perçant.
Paul prend peu à peu goût à la vie à l'épicerie de sa tante, mais Clara et lui trouvent que Greg et Gina, deux commis, agissent bizarrement. Ils découvrent rapidement que le beau et gentil Greg est le célèbre Karmador Khrono et que Gina est la forte Karmadore Titania. Ils découvrent aussi qu'Esther, la tante de Paul, est la très intelligente chef des Karmadors, STR. Paul, Clara, Eloi et Natasha forment alors une escouade nommée les Rodamraks afin d'aider les Karmadors à protéger le monde des dangereux Krashmals, leurs ennemis jurés. Mais les choses tournent au vinaigre quand BBB (Benoît Blain-Bernier), un garçon méchant et capricieux, s'intéresse d'un peu trop près à eux. Ils ignorent que ce jaloux de BBB est en fait Yak, fils et clone de Riù, chef de section des Krashmals du Québec. Les Karmadors réussiront-ils à vaincre les Krashmals?
Tout au long des différentes saisons de Kaboum, les enfants de l'épicerie apprendront les valeurs qui font d'eux de bonnes personnes et donc, de bons Karmadors (l'humilité, la compassion, la gestion de la colère, la générosité, l'altruisme, etc.). Ils apprendront ensemble à affronter leurs peurs et à tirer parti de leurs forces. Ils feront la rencontre de toutes sortes de personnages, parfois gentils, parfois méchants. Certains viendront mêmes d'autres univers. Paul en apprendra plus sur sa famille, tandis que les Rodamraks s'intéresseront aux légendes entourant l'eau de Kaboum, cette eau mystérieuse qui accroît les pouvoirs des Karmadors et rendrait les Krashmals invincibles!

## Fin de la série
Dans la dernière saison, les Krashmals perdent toute envie de faire le mal après avoir entendu des centaines de rires d'enfants en même temps. Hélas, la guerre n'est pas finie pour autant, car avant de devenir gentil, Morviaq, le chef des Krashmals, a créé une super bombe pour geler à tout jamais le cœur des gens. Activée, la bombe menace d'exploser. Krashmals et Karmadors devront unir leurs forces pour l'arrêter avant qu'il ne soit trop tard. En comprenant que le pouvoir du Karmador Geyser a été absorbé par la bombe lors de son activation, Paul Bordeleau, devenu le Karmador Kinox, imagine un plan : si tous les Karmadors et Krashmals présents donnent leurs pouvoirs à la bombe, celle-ci implosera plutôt que d'exploser et ne gèlera pas les cœurs! Plusieurs protestent: ils ont travaillé fort pour développer leurs pouvoirs! C'est la petite Pinotte, cousine de Natasha, qui réussit à convaincre tout le monde d'abandonner ses chers pouvoirs. Ils réussissent à détruire la bombe avant la catastrophe. Même s'ils sont devenus normaux en mettant tous leurs pouvoirs dans la bombe pour la faire imploser, ils ont tous appris à s'entraider dans cet acte de courage. Quelques mois plus tard, chacun a tiré profit de ses talents (Embellena est devenue esthéticienne, Riù, électricien et Györg… éboueur!). La série se termine sur un évènement heureux: Esther épouse Beurk, l'ancien Krashmal suprême, qu'elle aime en secret depuis longtemps. En unissant leurs destinées, ils réalisent la prophétie qui disait que l'eau de Kaboum disparaîtrait quand Krashmals et Karmadors s'uniraient sincèrement, et ainsi se termine l'aventure de Kaboum.

### Une autre fin… et un autre titre
« J’étais prête pour une autre saison. On était sur une belle lancée et on avait encore du jus. La courbe narrative était en place et des textes avaient été écrits. Ce fut un [sic] grosse déception », a confié Rachel Cardillo, une des auteurs de cette série. Lorsque Télé-Québec a décidé de mettre fin à l'émission après six saisons, elle a dû imaginer une nouvelle fin. Initialement, les Krashmals devaient se fractionner en deux clans : d'un côté, sous la houlette de Beurk, ceux qui auraient rejoint le clan des Karmadors, et de l'autre, dirigés par Morviaq, ceux qui auraient continué à faire le mal.
La série devait initialement s'intituler "Les super épiciers".

## Distribution
- Paul Ahmarani : Vorax (Saison 5)
- Josquin Beauchemin : Sarcophage (Dominic) (À partir de la saison 4)
- Alex Bisping : Nécrophore (À partir de la saison 4)
- Jocelyn Blanchard : Rafioso (Saison 4)
- Réal Bossé : Beurk (À partir de la saison 2) / Ulf / Le tuquelier fou
- Sophie Cadieux : Imili Krishi (Saisons 2, 3 et 6)
- Léo Caron : Yak (Benoit Blain-Bernier/BBB) / Deux
- Benjamin Chouinard : Quentin Côté (À partir de la saison 2)
- Édith Cochrane : Pétronille (Assomia) (À partir de la saison 4) / Camomille (Duplicata) (Saison 6)
- Éloi Cousineau : Riù / Puzz
- David-Alexandre Després : Jean Brouille (Saisons 2, 4 et 6)
- Grégory Fortin-Vidah : Simon Fakoly (Éclair)
- Tom-Éliot Girard : Leif (À partir de la saison 5)
- Tania Kontoyanni : Embellena / Matutatuk (Saison 2) / La reine de cœur
- Jean-Daniel Lamy : Éloi Bélanger
- Marie-Ève Larivière : Gina Fortier (Titania) / Solonella (À partir de la saison 4)
- Jeanne Lauzon : Emmanuelle (alias Manou) (Saison 3)
- Pierre-Michel Le Breton : Györg / Guy (Saison 2) / Le Splurge (Saison 5)
- Isabelle Leclerc : Nadine Lafortune (Saison 4)
- Dominique Leduc : Esther Bordeleau (S.T.R.) / Estheria (Saison 2)
- Nicolas Lemire-Dorval : Greg Charbonneau (Jeune) (Saisons 2 et 3)
- Jean-Moïse Martin : Shlaq (Saison 4)
- Francis Martineau : Martin Bordeleau (Geyser) / Léthifère (Saison 3) / Le lapin
- Alice Morel-Michaud : Charlotte Lafortune (alias Pinotte) (À partir de la saison 2) / Érendira (Saison 4)
- Brian Morneau : Le Prince D'Argent (Saisons 2, 4, 5 et 6)
- Jean-François Nadeau : Greg Charbonneau (Khrono)
- Iannicko N'Doua-Légaré: Sébastien Fakoly (Rapido) (À partir de la saison 3)
- Vincent Paradis-Montplaisir : Paul Bordeleau (Kinox) / Pouish (Saison 2)
- Sylvie Potvin : Madame Larouche (À partir de la saison 2)
- Benoît Rivard : Max Desjardins (À partir de la saison 4)
- Kaly Roy : Cuticule (Saison 6)
- Hugo St-Onge Paquin : Léo Desjardins (À partir de la saison 4)
- Kimberly St-Pierre : Clara l'Oiseau-Beausoleil (Savanna)
- Marie-Hélène Thibault : Ratalia (Saison 4)
- Rosalie Thouin : Natasha Jolicoeur / Natashouk (Saisons 2 et 3)
- Guy-Daniel Tremblay : Fernand Payette / Le grand sage (Saison 6)
- François Trudel : Frédéric Desjardins (À partir de la saison 4)

## Auteurs
- Nathalie Champagne
- Rachel Cardillo
- Patrick Lowe
- Nicole Lavigne
- Marie-Frédérique Laberge-Milot
- Denis Thériault
- Chantal Francke
- Camille Tremblay
- Emmanuel Aquin (& Julie Pellan)
- Renée Beaulieu
- Martin Beauséjour
- Sophie-Anne Beaudry
- Brigitte Huppen
- Catherine Breton
- Marie-Hélène Dubé
- Yannick Éthier
- Johanne Champagne
- Annik Alder

## Épisodes

### Saison 1 (2006)
1. Ma vie à l'épicerie[3]
2. C'est MON épicerie
3. Les arachides
4. Une visite emballante
5. 48, rue des Pâquerettes
6. Pourriture que c’est bon!
7. BBB le King
8. Webdrame
9. Personnel demandé
10. Clararazzi comme dans paparazzi
11. Secrets et confidences
12. Le vengeur démasqué
13. Épelle-moi : catastrophe!
14. Le rival
15. Mission Bombemballeuse
16. Comme souris et chats (Pilote)
17. Stupidité et tremblements
18. Bizarre comme dans étrange
19. Bonsoir, la police
20. Donnez au suivant
21. Alerte aux Mini-Ouis
22. Une dent contre la fée
23. Bonbons et gras de cochon
24. Le château d’argent
25. Alerte à la bombe
26. C'était une fois un Krashmal
27. Une Krashmale modèle
28. Histoire de peur
29. Le secret de Fernand
30. Les Criquyaks
31. Il faut sauver Titania
32. Qui perd boude
33. Éloi Lagaffe
34. Escouade secrète… à l’attaque!
35. Une nouvelle idole
36. Chaussures de satin? Non, de lapin!
37. Faire la passe
38. Madame Claboule
39. Gaga d'être chef
40. Mission solo
41. Miaou! Wouf! Grrr! Que je suis stressée!
42. Le secret de Kasimador
43. La danse des tricheurs
44. Magie verte
45. Père et fils
46. Les pieds dans les plats
47. Le loup dans l'épicerie
48. La magie des mots
49. Yak comme dans Criquyaks
50. Le temps des adieux

### Saison 2 (2007)
1. Le passage secret
2. Morviaq contre-attaque
3. Le grand départ
4. Opération topinambour
5. Cauchemar! Scrob a disparu!
6. Du jello dans le cerveau
7. Jeux dangereux
8. J’aime les déchets recyclés
9. Alerte rouge
10. L’heure de vérité
11. Souvenirs d’Afrique
12. Le prince et l’ogresse
13. Un monde complètement shouk!
14. Clara l'étoile montante
15. Les Zacs à rien
16. Beurk
17. Bague magique et collection de vidanges
18. La mouche
19. Une erreur regrettable
20. Un cœur qui bat
21. Une andouille nommée Jean Brouille
22. Le zèle-croc
23. L’œuf du colon
24. Papa, je vais rater l’avion
25. Le fantôme du pôle Sud
26. Le rap du grimoire
27. Le Mnémotronic
28. Un drame chez les Krâshmals
29. Maux de tête et krâshmalite
30. Au voleur
31. Beurk et le cadenas maléfique
32. Histoire d’eau
33. Krash-Cache
34. Dans l’antre de Morviaq
35. Humour noir
36. Morviaq contre les Rodamraks
37. Imili Krishi
38. Que sera sera
39. Éloi chez les Krâshmals
40. Les lunettes magiques
41. Grand frère recherché
42. Clara, l’enfant martyre
43. Eurêka
44. Clone-moi un ami
45. Comètes et eau de Kaboum
46. Gaffes en vrac
47. Pinotte
48. Le prospect
49. Modère tes transports
50. État d’urgence

### Saison 3 (2008)
1. Un, deux, trois, test
2. L'invasion de Morviaq
3. Super Zéro
4. Chacun cherche son chat
5. Il y a de la fête dans l’air
6. Histoires de petite pinotte
7. Roman savon
8. Nestor
9. Le petit maître-chanteur
10. Opération Krashmotte
11. Jouets à vendre
12. Petit cochon, gros poisson
13. Une histoire éventée
14. Ces bottes sont faites pour marcher
15. Sois chic bague magique
16. Jamais deux sans trois
17. Une haleine de chien
18. Passé composé
19. Tout ça pour ça
20. Le spectre de l’aïeul
21. Tours de terre
22. La fin des Rodamraks?
23. Trop, c’est trop
24. Qui suis-je?
25. Imili Chichi
26. Ver de peur
27. Mal pris qui croyait prendre
28. Le fils du masque
29. Pinotte placotte, parlotte et papote!
30. Le concours du mal
31. La recrue
32. Je donne ma langue au chien
33. Le retour de Rapido
34. Que la force soit avec moi
35. Geyser vs Morviaq!
36. Le Mont Gris
37. Vive les vacances
38. Riù-Garou
39. L'envers de la médaille
40. À bout de la boue
41. Yak le terrible
42. Yak-Yak c. shouk-shouk
43. Mini-Morviaq
44. Quel cauchemar
45. Plein la vue
46. Une image vaut mille maux
47. Au jeu!
48. La voix du succès
49. Gazon maudit
50. Huis clos

### Saison 4 (2009)
1. Cocorico!
2. Le grand Conseil des Karmadors
3. NataKhrono
4. La fille lézard
5. Deux fois deux
6. La liste de Natasha
7. Petites bêtes et gros bêta
8. Le crapaud de Gyorg
9. Shlaq
10. NataHari
11. Les sceptiques seront confondus
12. Le meilleur des deux mondes
13. La fille à la licorne
14. Être ou ne pas être chef
15. Coûte que coûte
16. La voix d'Erendira
17. À bas les masques
18. Fais-moi pleurer
19. L'audition
20. Le vrai krashmal
21. Leif
22. Un grain de malice
23. Fernuccini
24. Le porte-malheur
25. Le retour du dragon
26. Un ennemi qui vous veut du bien
27. La maison de Leif
28. Le déchirant choix de Yak
29. Ainsi font…
30. 100 % RIÙssite ou argent remis
31. Györg le Génie
32. Nez à nez
33. Faux méchants
34. Le décodeur de runes
35. Le Györg en nous
36. Rira bien qui rira le dernier
37. Rafioso et le trésor de l'Île-au-Sucre
38. Rapido contre Khrono
39. Jeu de peur
40. Fourmi-man
41. Tout est dans la bouteille
42. Mélange-rat, mélange-rat pas ?
43. Un Beurk de trop
44. La machine à humanoïdes
45. Casse-Krout
46. Coup de théâtre
47. Le document mystérieux
48. La famille de Leif
49. Crois-moi, crois-moi pas
50. Mission accomplie

### Saison 5 (2010)
1. La fée Pinotte
2. RodamYak
3. Académie, nous voilà!
4. Fais dodo Morviaq mon petit monstre
5. Je suis Vorax
6. Krout que Krout
7. L’homme-moutarde
8. Pinotte contre Vorax
9. L’amour au temps des Karmadors
10. Bon anniversaire, père
11. Le splurge
12. Coup de soleil
13. Vorax attaque!
14. L’oiseau moqueur
15. Fais ceci, fais cela
16. Les cristaux de Kaboum
17. Machinations
18. Le Simililateur
19. Le retour de Leif
20. La cousine Krapoutine
21. Réactions en chaîne
22. Le grand Krash
23. Le descendant
24. Dans les griffes du jeu
25. Opérations boules de gomme
26. La Clarentule
27. Un casse-tête casse-pied
28. Ulf le terrible
29. Ça va chauffer
30. Le cri du tigre
31. Vorax 1er
32. L’épreuve de Yak
33. Viking en boîte
34. Mission Vorax
35. L’alliance
36. Le plan de Morviaq
37. Zombie-Zomba
38. Le roi des rongeurs
39. Manipuler avec soin
40. Natasha aux pays des merveilles
41. Les Perséides
42. Ma place au soleil
43. Collé collé
44. Dans le jus
45. Secrets de Karmadors
46. Paul et Clara, Karmadors
47. Tout le monde est un Karmador
48. Le cri de la petite sirène
49. Comme au Royaume de Norvège
50. Bye Vorax

### Saison 6 (2011)
1. Yak part à l’Académie
2. Borborygmes
3. Alerte à la boule
4. Missions Bio
5. La machine à clones
6. Piu!
7. Sortez de ma ruelle!
8. Cuticule
9. Prout
10. Riù-le-bon
11. Épopée roc
12. Le Grand Sage
13. Sandwiches
14. Jusqu’au bout des racines
15. Nécro et les cristaux
16. Et si c’était Beurk?
17. Quatre ans dans le Krashmotte
18. Krashmal un jour, Krashmal toujours?
19. Le violon-violent
20. La Karmosaïque
21. Mauvaise mine
22. La mouche
23. Max va à la pêche
24. De père en fils
25. Tourtière!
26. Anti-gentil
27. Bonne fête Krout
28. Super Riù
29. Le panier
30. Duproute et Dupète
31. Le cœur de Quentin
32. Un sage pas très sage
33. Les mots qui courent
34. Retour vers le passé
35. Le jour de la Marmoutte
36. Esther au bois dormant
37. Intelligyörg
38. Éloi le protecteur
39. L'eau de Kaboum
40. De l'eau au labo
41. Pour la gloire de Savanna
42. Pas de panique
43. Les États Désunis d'Embellena
44. Un drôle d'oiseau à l'Académie
45. Belle Lena au Royaume d'Argent
46. Le trio
47. Riù, Karmador Suprême
48. L'exploit d'une Pinotte
49. L'effet d'une bombe (1/2)
50. Épilogue (2/2)[4]

## Livres
Kaboum est également une série de romans jeunesse écrite par Emmanuel Aquin et illustrée par Luc Chamberland aux éditions La Courte Échelle. Basée sur la série télévisée, elle raconte les aventures des sentinelles, une brigade karmadore.